# Monica Antonsson
Gaby Monica Anita Antonsson, född 17 juni 1949 i Vallentuna församling i Stockholms län, är en svensk frilansjournalist och författare som även har drivit ett antal bloggar.

## Arbetsliv
I början av 1970-talet sjöng Monica Antonsson i dansbandet WaDuWill som bland annat släppte skivan Reser vi tillsammans 1974. Antonsson arbetade som läkarsekreterare och skrev manus till lokalrevyn i Vallentuna när hon blev erbjuden att skriva för Norrtelje Tidning och blev sedermera tidningens lokalredaktör. Därefter utbildade hon sig till journalist och började bland annat skriva för Allas Veckotidning, Hemmets veckotidning och Året Runt.

### Gömda
Antonsson skrev reportageboken Mia: Sanningen om Gömda, som nominerades till Guldspaden 2009 och ledde till Gömda-debatten.

## Diskografi
- Reser vi tillsammans (med gruppen WaDuWill, 1974)